# Bomolocha evanidalis
Bomolocha evanidalis är en fjärilsart som beskrevs av Robinson 1878. Bomolocha evanidalis ingår i släktet Bomolocha och familjen nattflyn. Inga underarter finns listade i Catalogue of Life.